# Studies of the Book of Mormon
Studies of the Book of Mormon (englisch für „Studien über das Buch Mormon“) ist eine Sammlung von Aufsätzen, die zu Beginn des 20. Jahrhunderts von B. H. Roberts (1857–1933), einer Generalautorität der Kirche Jesu Christi der Heiligen der Letzten Tage, verfasst (jedoch erst 1985 veröffentlicht) wurden. In diesen setzt sich Roberts kritisch mit den Buch Mormon auseinander, insbesondere hinterfragt er die Urheberschaft und Gültigkeit des Buches als eine Übersetzung altamerikanischer Aufzeichnungen.
Roberts verkehrte „in den innersten Kreisen des Mormonentums“ und setzte sich jahrzehntelang „mit seinen rednerischen, schriftstellerischen und wissenschaftlichen Fertigkeiten und seinen Recherchekompetenzen für das Buch Mormon ein, um es zu verteidigen und dem Buch intellektuelle Seriosität zu verleihen“. Professor Marvin S. Hill von der Brigham-Young-Universität zufolge lag der Brennpunkt der Kontroverse über das Buch „weniger in den historischen Problemen, die Roberts anspricht, sondern vielmehr darin, ob dieser seine Überzeugung vom Buch [Mormon] und von der Kirche verlor“.
Kritiker des Mormonentums behaupten, Roberts habe nach Abschluss der Studie seinen Glauben an das Buch Mormon verloren – auch wenn dieser weiterhin den göttlichen Ursprung des Buches bekräftigte. Laut Autor Richard N. Ostling sah sich die Mormonenapologetik nach der Veröffentlichung des Buches mit „einer sehr heiklen Situation“ konfrontiert und arbeitete „auf Hochtouren“ an Antworten, da „Roberts nicht wie andere Außenstehende oder Anti-Mormonen missachtet werden“ konnte.

## Absicht und Schlussfolgerung
In den frühen Zwanzigerjahren wurde Roberts von der Ersten Präsidentschaft der Kirche Jesu Christi der Heiligen der Letzten Tage damit beauftragt, sich apologetisch mit Schwierigkeiten hinsichtlich des Buches Mormon zu befassen; etwa damit, dass es den Sprachen der amerikanischen Ureinwohner an hebräischen oder ägyptischen Einfluss mangelt, oder dass sich darin Anachronismen (Pferde, Ochsen, Weizen und Schwerter aus Stahl im alten Amerika) befinden.
Darüber hinaus betrachtet Roberts Ähnlichkeiten zwischen dem Buch Mormon und View of the Hebrews von Ethan Smith, das 1823 veröffentlicht wurde, mehr als 5 Jahre vor dem Buch Mormon. Smith, ein Geistlicher aus Vermont, bediente sich seinerzeit weitverbreiteter Theorien über den Zusammenhang zwischen den Hebräern und den amerikanischen Indianern. Smiths Werk wurde nicht nur mehrfach überarbeitet, Oliver Cowdery – Joseph Smiths Schreiber und einer der Zeugen für die Goldplatten – wuchs in derselben Ortschaft in Vermont auf, in der auch Ethan Smith Pfarrer in einer Kirche war und in der Cowderys Mutter und Halbschwestern Mitglied waren. Autor Richard Ostling zufolge „ist davon auszugehen, dass Joseph Smith mit [Ethan Smiths Buch] vertraut war“.
Roberts fasste seinen Vergleich der Parallelen zwischen View of the Hebrews und dem Buch Mormon wie folgt zusammen:

„Lieferte Ethan Smiths View of the Hebrews die strukturelle Grundlage für Joseph Smiths Buch Mormon? Auf diesen Seiten wurde vieles aus dem ersten Buch angeführt, was etliche bedeutende Elemente aus letzterem nahelegt. Nicht nur wenige Elemente, ein oder zwei, oder ein halbes Dutzend, sondern viele. Und gerade diese vielen Ähnlichkeiten sind in ihrer Gesamtheit für die Geschichte Joseph Smiths über die Herkunft des Buches Mormon eine solch ernstzunehmende Bedrohung.“

Roberts war „von einem inneren Kampf zwischen seinem Glauben und seinem Wunsch, ehrlich zu sich selbst zu sein, zerrissen.“ Roberts glaubte, dass das Mormonentum am Wahrheitsgehalt der Behauptungen Joseph Smiths – nämlich, dass das Buch Mormon ein Bericht eines alten Volkes sei, auf Goldplatten graviert und Smith von einem Engel offenbart – „stehen oder fallen“ müsse. In seinen Studien jedoch führt Roberts Beispiele „von (seiner Meinung nach) Unstimmigkeiten, Unwahrscheinlichkeiten und Widersprüche im Buch Mormon“ an. Marvin S. Hill zufolge vertrat Roberts die Auffassung, dass „die Behauptung des Buches Mormon, die amerikanischen Indianer stammen ausschließlich von drei hebräischen Völkern, die über einen Zeitraum von dreitausend Jahren in die neue Welt übersiedelten, unvertretbar“ sei. Roberts schlussfolgerte, dass die „Nachweise, die [er] betrübt“ vorlegte, darauf hindeuten, dass Joseph Smith der Verfasser des Buches Mormon sein könnte.
Roberts Manuskripte waren für die Führer der Kirche Jesu Christi bestimmt; diese jedoch zeigten wenig Interesse daran. Roberts behauptet, dass seine Studie „von enormer Bedeutung ist, da sie aufführt, auf welche Weise ein Gegner das Buch Mormon kritisieren könnte.“ Außerdem warnt er davor, dass die genannten Probleme die Kirche „sowohl heute als auch in Zukunft“ verfolgen würden, und dass durch sie – sofern sie ungelöst bleiben – „der Glauben der Jugendlichen der Kirche“ geschwächt werden könnte.

## Überblick
Roberts nannte drei Bedingungen, um darauf zu schließen, dass ein Buch aus einem anderen entstammt: das abgeleitete Werk erschien zeitlich nach seiner Vorlage, der Verfasser des abgeleiteten Werkes hatte Zugang zur Vorlage und das abgeleitete Werk ist der Vorlage ähnlich. Roberts schloss, dass View of the Hebrews vor dem Buch Mormon veröffentlicht wurde, dass Joseph Smith mit „an Sicherheit grenzender Wahrscheinlichkeit“ dazu Zugang hatte und dass es viele Ähnlichkeiten zwischen beiden Werken gab. Der Großteil des Manuskriptes befasst sich mit den Ähnlichkeiten zwischen View of the Hebrews und dem Buch Mormon.

### Ursprung der Völker der Neuen Welt
Roberts legt dar, dass sowohl View of the Hebrews als auch das Buch Mormon behaupten, die Hebräer hätten „den ganzen amerikanischen Doppelkontinenten bewohnt“ und dass dieser Gedanke „allgemein in Neuengland vertreten“ war. Die heute Apologetik beschränkt den Lebensraum der Völker im Buch Mormon auf einen kleinen Bereich („limited geography model“) – eine Annahme, die nach der Auffassung Roberts‘ nicht mit dem Buch Mormon vereinbar sei.

## Migration
Sowohl View of the Hebrews als auch das Buch Mormon beschreiben die Migrationen von Völkern nach Amerika. Roberts stellt mehrere Parallelen zwischen der Wanderungen der Jarediten und der verlorenen Stämme Israels der jüdischen Apokalypse des 4. Buches Esra (nach Ethan Smiths Interpretation) fest. Beide Wanderungen „haben religiösen Hintergrund, beide Gruppen betraten zu Beginn ihrer Reise Täler, beide reisten anscheinend nordwärts zwischen den Flüssen Euphrat und Tigris, beide überquerten Wasserhindernisse, beide Reisen dauerten mehrere Jahre und beide Gruppen betraten unbewohnte Länder.“

### Zerstörung Jerusalems
Roberts erklärt, dass das erste Kapitel von View of the Hebrews die Eroberung von Jerusalem durch die Römer im Jahre 70 n. Chr. beschreibt. Er zieht einen Vergleich zwischen diesem Kapitel und dem ersten Kapitel des Buches Mormon, in dem Lehi vor seinem Auszug um 600 v. Chr. die Zerstörung Jerusalems vorhersagt. Apologeten sind der Meinung, View of the Hebrews beziehe sich nicht auf die frühere Zerstörung Jerusalems durch die Babylonier um 586 v. Chr.

### Verlorene Bücher
In View of the Hebrews erklärt „ein alter Indianer“, seine Vorfahren hätten „ein Buch, das lange bewahrt wurde“, sie seien jedoch „nicht mehr in der Lage gewesen, es zu lesen“ und „vergruben es zusammen mit einem Indianerhäuptling“.
View of the Hebrews beschreibt vergrabene jüdische Tefillin, mit „vier gefaltete Seiten“ von „dunkelgelbem Pergament“ darin. Roberts zieht einen Vergleichen zwischen dieser Geschichte und dem Hervorkommen der Goldplatten in einem kleinen Hügel in New York durch Joseph Smith; er fragt: „Könnte all dies die strukturelle Grundlage für das Buch Mormon gebildet haben?“

### Brustschild und der Urim und Thummim
View of the Hebrews beschreibt einen Brustschild, „dem Urim und Thummim ähnlich“, aus einem weißen Muschelhorn mit zwei Löchern, an denen weiße Hirschhornknöpfe befestigt werden – „eine Art Nachahmung der wertvollen Steine des Urims.“ Roberts sieht einen Zusammenhang mit dem Urim und Thummim, den Joseph Smith seinen Aussagen zufolge erhalten habe, um die Goldplatten übersetzen zu können.

### „Ägyptische“ Hieroglyphen
View of the Hebrews erzählt von Malereien mit Hieroglyphen, die im Südwesten Amerikas gefunden wurden. Roberts schreibt: „Reicht dies aus, um die außergewöhnliche Art der Niederschrift im Buch Mormon … in einem veränderten Ägyptisch zu erklären?“ Im Buch Mormon erklärt der Autor, die Goldplatten seien in „reformiertem Ägyptisch“ geschrieben.

### Wilde und zivilisierte Völker in der Neuen Welt
In View of the Hebrews wird dargelegt, wie die Hebräer, die am amerikanischen Kontinent angelangten, sich in zwei Klassen aufteilten; dass „die meisten von ihnen einem trägen Leben des Wandern und Jagens nachgingen“, jedoch „der vernünftigere Teil dieses Volkes sich zusammenschloss, um ihr Verständnis von ihren Fertigkeiten zu vertiefen.“ Der zivilisiertere Teil dieser Gesellschaft trennte sich von dem primitiveren, der „sich nicht mehr daran erinnerte, dass er von derselben Familie abstammte“. Infolge der „furchtbaren Kriege“ starb die zivilisierte Gruppe aus.
Im Buch Mormon teilten sich die Nephiten und Lamaniten ebenfalls in zwei Gruppen und kämpften häufig gegeneinander, was letztendlich zur Vernichtung der zivilisierteren Nephiten führte.

### Regierung
Sowohl in View of the Hebrews als auch im Buch Mormon geht die Regierung eines Teils der Einwohner Amerikas von einer Monarchie in eine Republik über, wodurch die bürgerliche und kirchliche Rechten in einem einzigen Amt vereinigt wurden.

### Prophezeiung über die Zerstreuung und die Sammlung Israels
Roberts stellt fest, dass sowohl in View of the Hebrews als auch im Buch Mormon umfangreich aus dem Buch Jesaja zitiert wird. Roberts fragt: „Ob der Verfasser des Buches Mormon dabei Ethan Smiths Umgang bezüglich Jesaja zu genau gefolgt hat, ist eine berechtigte Frage.“ Die Mormonenapologetik argumentiert damit, dass View of the Hebrews noch weitere biblische Prophezeiungen über die Sammlung Israels beinhaltet, während das Buch Mormon nur aus Jesaja 11 zitiert.

### Weißhäutiger Gott in der Neuen Welt

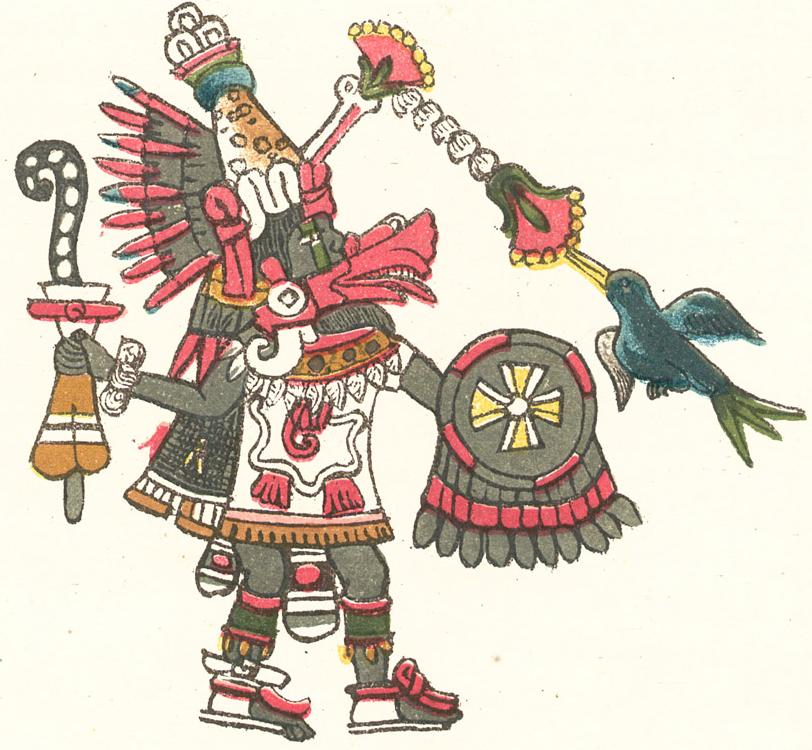
Darstellung des Quetzalcoatl nach dem Aztekencodex Codex Magliabechiano.

In View of the Hebrews werden Legenden über den „bärtigen, weißhäutigen Gott“ Quetzalcoatl aufgegriffen und behauptet, dass es sich bei diesem „Gesetzgeber“ oder „mexikanischen Messias“ um Mose gehandelt haben könnte. Außerdem meinte Ethan Smith, dieser Glaube der Mexikaner zur Zeit Montezumas hätte den Spaniern die Eroberung des Landes vereinfacht, da „die Mexikaner die weißhäutigen, bärtigen Eindringlinge aus dem Osten für Nachkommen ihres lang ersehnten Kulturhelden Quetzalcoatls hielten“. Roberts stellt die rhetorische Frage, ob „diese in View of the Hebrews genannte Person“ die Grundlage für das Erscheinen Jesu Christi in der Neuen Welt im Buch Mormon schuf.

## Kontroverse über Roberts’ Parallelen
Einige Apologeten behaupten, Roberts’ Parallelen seien unbedeutend, da auf viele von ihnen in der Zwischenzeit von Mormonenapologeten eingegangen wurde und dass es zwischen View of the Hebrews und dem Buch Mormon auch viele „Unparallelen“ gebe. Kritiker hingegen meinen, dass Joseph Smith View of the Hebrews nicht unbedingt vollständig aufgegriffen hat, sondern dass es gut möglich sei, dass er nennenswerte Gedanken übernommen und andere verworfen hat, und dass darüber hinaus die konzeptionellen Unterschiede zwischen den beiden Werken gering, die Ähnlichkeiten jedoch viele seien.

## Kontroverse über Roberts’ letztendlichen Glauben
Kritiker sind der Meinung, Roberts sei aufgrund seiner Studien in seinem Glauben an das Buch Mormon erschüttert worden. So schrieb ein Rezensent des Buches für das Magazin The Christian Century, dass Roberts nicht nur „ernsthafte Zweifel“ über das Buches Mormon hatte, sondern dass seine Untersuchungen auch „seinen eigenen Glauben in Frage stellten“. Mormonenapologeten wiederum meinen, Roberts hätte des Teufels Advokaten gespielt, da er bis zu seinem Tod bezeugte, dass das Buch Mormon wahr sei. Marvin S. Hill wendet jedoch ein, dass „dieses Argument in Anbetracht seiner Bitte am Ende jedes Abschnittes, die Führer der Kirche müssten inspirierte Hilfe anbieten, angespannt scheint“. Die Apologetik hat darüber hinaus damit argumentiert, dass Sterling McMurrin und Brigham Madsen, die Herausgeber der Sammlung, „Roberts‘ letztendliche Ansicht hinsichtlich der historische Echtheit der heiligen Schriften des Mormonentums falsch dargestellt“ hätten. Kritiker entgegnen, dass Roberts diesen Brief vor Fertigstellung seiner „Studie über das Buch Mormon“ und „Parallelen“ geschrieben hatte, und dass er – da er die Absicht hatte, mit Kirchenbeamten darüber zu diskutieren – beim Verfassen darauf achtete, niemandem zu nahezutreten, der ihn aus der Kirche ausschließen oder der ihm die Gemeinschaft entziehen könnte. Der Brief wurde nie versendet.

## Kontroverse innerhalb der Kirche nach der Veröffentlichung im Jahre 1985
Die Veröffentlichung der Studie „sorgte in einigen Kreisen in Utah für Entrüstung.“ Sterling McMurrin, ein Philosophieprofessor an der University of Utah meinte sogar, dass „es ein erfolgloses Bemühen gab, die University of Illinois daran zu hindern, die Studie zu veröffentlichen.“ Robert Lindsay meinte hierzu: „Den Führern der Kirche fiel es schwer, die Flut von Forschungen einzudämmen und die Kontrolle über die Vergangenheit zurückzugewinnen.“ Im Sommer 1985 wies der damalige Apostel der Kirche, Gordon B. Hinckley, Forscher zurecht, die „in alle Spalten unserer Geschichte stoßen und unbedeutende Kleinigkeiten zu großen Problemen für die öffentliche Diskussion vergrößern.“ Im August desselben Jahres erklärte Apostel Dallin H. Oaks bei einer Versammlung von Religionslehrern an der Brigham Young University, dass „die Tatsache, dass etwas wahr ist, nicht immer rechtfertigt, dass man es bespricht. Gleichermaßen ist nicht alles, was wahr ist, erbaulich oder dazu geeignet, besprochen zu werden.“
Im Jahre 1996, lange nachdem Roberts‘ Studie durch die prominenten Kritiker Jerald und Sandra Tanner zugänglich gemacht wurde, und mehr als ein Jahrzehnt nach der Veröffentlichung der Studie wurde View of the Hebrews von der BYU erneut veröffentlicht.